# Colonización hospitalaria de América
La Colonización hospitalaria de América ocurrió durante un período de 14 años en el que los Caballeros Hospitalarios —también conocidos como los Caballeros de San Juan o los Caballeros de Malta— poseían cuatro islas del Caribe: San Cristóbal, San Martín, San Bartolomé y San Croix.
La presencia de los Caballeros en el Caribe surgió de la estrecha relación de su orden con la nobleza francesa y la presencia de muchos miembros en las Américas como administradores franceses. La figura clave en su breve incursión en la colonización fue Philippe de Longvilliers de Poincy, que era a la vez Caballero de Malta y gobernador de las colonias francesas en el Caribe. Poincy convenció a los Caballeros para comprar las islas de la Compañía de las Islas de América en quiebra en 1651 y se quedó para gobernarlas hasta su muerte en 1660. Durante este tiempo, la Orden actuó como propietario de las islas, mientras el rey de Francia continuaba para mantener la soberanía nominal; sin embargo, Poincy gobernó en gran parte independiente de los dos. En 1665, los Hospitalarios vendieron sus derechos de las islas a la nueva Compañía Francesa de las Indias Occidentales, poniendo fin a su proyecto colonial.

## Antecedentes
Desde el comienzo de la Colonización francesa de América, los miembros de los Caballeros de Malta habían sido prominentes en Nueva Francia y las Antillas francesas. En este momento, la Orden estaba compuesta principalmente por aristócratas franceses, y muchos oficiales navales franceses se habían entrenado con la marina de guerra hospitalaria. Muchos Caballeros tenían posiciones de alto rango en la administración colonial francesa, incluyendo Aymar Chaste e Isaac de Razilly en Acadia, y Charles de Montmagny en Quebec. En 1635, Razilly sugirió al Gran Maestro de la orden, fra Antoine de Paule, que los Hospitalarios establezcan un priorato en Acadia; sin embargo, Paule rechazó la idea.
El próximo Gran Maestre, Giovanni Paolo Lascaris, estaba más interesado en los asuntos coloniales. En 1642 o 1643 fue nombrado padrino de un converso de Abenaki en Nueva Francia. Montmagny representó a Lascaris en el bautismo.
Phillippe de Longvilliers de Poincy , fundador de las colonias hospitalarias, comenzó su carrera de manera similar a estos otros administradores. Longvilliers luchó contra los turcos en el Mediterráneo y participó en los Asedios de la Isla de Ré y La Rochelle en 1627. En el medio, sirvió bajo Razilly en Acadia, al mando de un fuerte.

## Historia

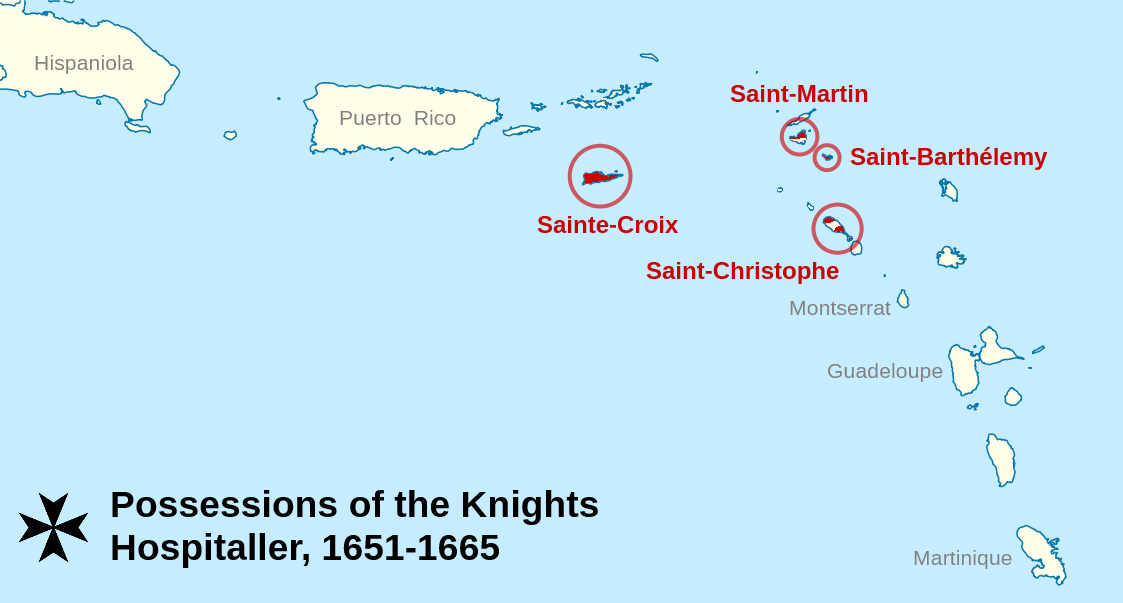
Mapa de los territorios de la Orden en el Caribe.

Primero, Poincy fue a San Cristóbal, en 1639, como gobernador designado bajo la Compañía de las Islas de América. Poco después, el rey Luis XIII de Francia le convirtió en su teniente general para todo el Caribe. En ese momento, Poincy comenzó a invertir fuertemente en la construcción de proyectos en la isla: extendió el dominio francés a otras islas, estableció el primer asentamiento europeo en San Bartolomé, en 1648, y fundó un asentamiento en San Croix en 1650-1651. A mayores, envió 300 hombres más para reforzar y hacerse cargo del pequeño asentamiento francés en la isla de San Martín, situada en las Antillas Menores. Allí negoció el Tratado de Concordia para determinar el límite entre los asentamientos franceses y holandeses, el cual permanece vigente en la actualidad.
También se estableció como el gobernante absoluto de las islas, resistiendo la autoridad de la fracasada compañía francesa.  Se vio envuelto en un conflicto con los misioneros capuchinos, que desaprobaban la complicidad del gobernador con los protestantes locales ingleses, holandeses y hugonotes, y su negativa a liberar a los hijos de los esclavos bautizados. Poincy también provocó resentimiento por su trato severo con los sujetos que se resistieron a él. Además tuvo la desaprobación de la Orden de Malta cuando utilizó los ingresos de las fincas de la Orden de Encomienda para pagar su gran estilo de vida en la isla. Los directores de la compañía decidieron reemplazar a Poincy. Pidieron a Noëlle Patrocles de Thoisy, un caballero de Borgoña, que lo reemplazara, obteniendo una orden del rey convocando al gobernador a regresar a Francia. Poincy se negó a cumplir. Su milicia expulsó a Thoisy de la isla, y finalmente Thoisy fue capturado y enviado de vuelta a Francia preso.

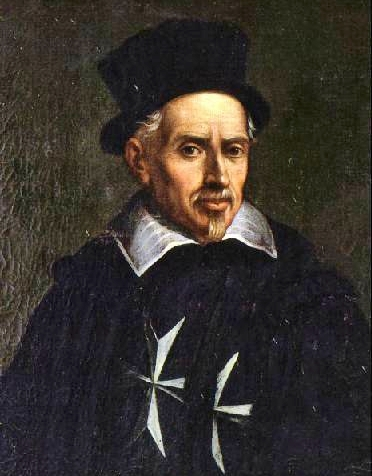
Gran Maestre Giovanni Paolo Lascaris.

Buscando una forma de mantener su posición, Poincy en 1649 sugirió que la Orden de Malta comprara las islas. En este momento, la Compañía estaba languideciendo, Poincy mismo, al desafiar su autoridad, había demostrado su ineficacia. Al mismo tiempo, el cardenal Mazarino, el primer ministro de Francia, estaba ocupado con la Paz de Westfalia y no podía dedicar su atención a la colonización. En 1651 la compañía se disolvió; sus derechos de explotación se vendieron en varias partes.Martinica, Guadalupe y otras islas fueron vendidas a particulares.
Los Hospitalarios, con la aprobación del Gran Maestre Lascaris, compraron San Cristóbal, junto con las dependencias recién establecidas de Poincy de San Bartolomé, Saint Croix y la isla de San Martín. El embajador de los Caballeros en la corte francesa, Jacques de Souvré, firmó el acuerdo. Los derechos de propiedad de la Orden se confirmaron en un tratado con Francia dos años más tarde: mientras el rey se mantendría soberano, los Caballeros tendrían jurisdicción temporal y espiritual completa en sus islas. Los únicos límites a su regla eran que únicamente podían enviar caballeros franceses para gobernar las islas, y con el acceso de cada nuevo Rey de Francia iban a proporcionar una corona de oro por valor de 1.000 écus.

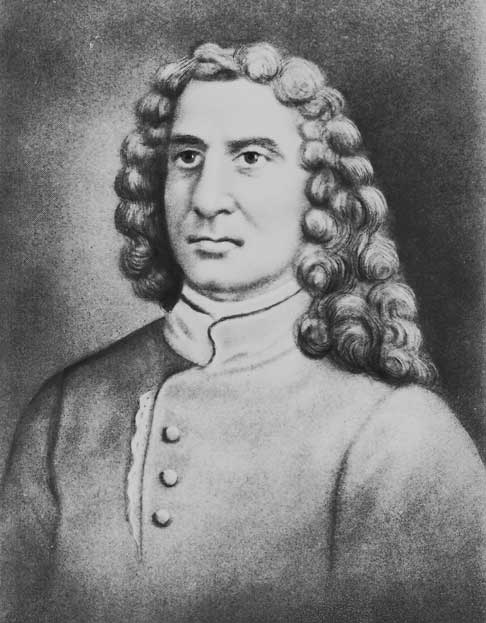
Charles Jacques Huault de Montmagny

El consejo del Gran Maestre decidió que Poincy podría continuar sirviendo como gobernador, pero también hicieron que el exgobernador de Nueva Francia, Charles de Montmagny, el «procónsul general» lo enviara a representar sus intereses en San Cristóbal. Montmagny esperaba ayudar a Poincy a poner en orden las finanzas de las colonias. Sin embargo, Poincy nuevamente se resistió a cualquier interferencia externa; una vez que Montmagny regresó a Francia, Poincy envió al hombre que había quedado en su lugar. La Orden envió a Montmagny por segunda vez en 1653, como «vicegobernador». Tomó posesión formal de las islas en nombre del Gran Maestre. Sin  embargo, Poincy todavía se negó a compartir el poder, y Montmagny fue rápidamente dejado de lado, aguardando su tiempo en una granja en San Cristóbal y esperando hacerse cargo después de la muerte de Poincy. Montmagny finalmente falleció primero, en 1657.
Poincy continuó desarrollando las colonias. Construyó fuertes e impresionantes fortificaciones en San Cristóbal junto con iglesias, caminos, un hospital y su propia residencia, el Château de la Montagne. Fuera de la capital, el gobierno hospitalario era más precario. El asentamiento en San Bartolomé sufrió un ataque del pueblo caribeño, y los que no fueron asesinados abandonaron la isla. Poincy envió un grupo de 30 hombres para reemplazarlos, que creció a 100 en 1664.  En 1657 una rebelión derrocó al régimen hospitalario en St. Croix. Poincy envió un nuevo gobernador para restaurar el orden, construir fortificaciones y un monasterio, y comenzar a despejar gran parte de los bosques de la isla para la agricultura de plantaciones.
Para reemplazar a Montmagny, la Orden envió dos nuevos tenientes gobernadores. El más destacado de los dos era Charles de Sales, un pariente de San Francisco de Sales que resultó ser popular entre los habitantes de la isla. Poco antes de su muerte en 1660, Poincy firmó un tratado de paz con los ingleses y el pueblo caribeño de San Cristóbal, pero la paz no duró. De Sales sucedió a Poincy como gobernador. En 1666, después de que los Caballeros renunciaron formalmente a su control de las islas, estalló la lucha entre los franceses y los ingleses en la isla. En una batalla en Cayonne, de Sales fue asesinado, pero los franceses se aferraron a sus asentamientos.
A principios de la década de 1660, crecía la frustración de que las colonias que no estaban obteniendo ganancias. La Orden todavía debía dinero a Francia por la compra inicial de las islas, y en Malta los caballeros debatieron si deberían volver a venderlas. Jean-Baptiste Colbert, mucho más interesado en la colonización que Mazarino, ahora estaba en el poder en la corte del rey Luis XIV, y presionó a los Caballeros para vender. En 1665, los Caballeros vendieron su colonia a la recién formada Compañía francesa de las Indias Occidentales.

## Legado

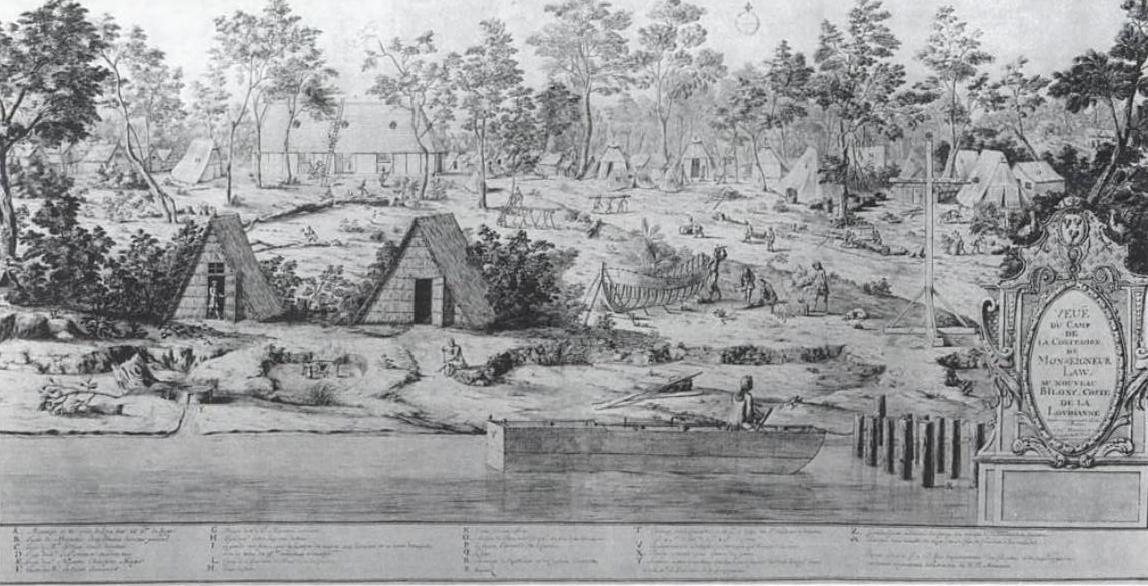
Vista del campamento de John Law en Biloxi, diciembre de 1720, de la Compañía del Misisipi.

El Escudo de armas de San Bartolomé.

Los Caballeros de Malta nunca establecieron otra colonia. Sin embargo, los miembros de la orden permanecieron activos en la marina de guerra de Francia y en el imperio de ultramar. Varios participaron en el esquema de la Compañía del Misisipi a principios del siglo XVIII, fue una compañía privilegiada de la Corona francesa. 
Más adelante en el siglo, Étienne-François Turgot, un administrador colonial y hospitalario, intentó sin éxito establecer a los malteses en la Guayana Francesa. El corto período de ocupación hospitalaria todavía se recuerda en las diferentes islas. La regla de Poincy sobre San Cristóbal es recordada por el espectáculo de su gran familia, los sirvientes vestidos con el emblema de los Caballeros.
En St. Croix se encuentran referencias frecuentes a las «siete banderas» en la historia de la isla, contando a los Caballeros de Malta junto con los Estados Unidos y cinco naciones europeas que la han gobernado. San Bartolomé tiene en su escudo de armas una cruz de Malta sobre una faja rojo, que representa el período en que fue propiedad de la Orden de Malta, entre 1651 y 1665.